# فرانسيوم
الفرانسيوم عنصر كيميائي رمزه Fr ورقمه الذري 87 وهو أقل العناصر كهرسلبية، وثاني أندر العناصر في الطبيعة بعد الأستاتين. الفرانسيوم معدن نشيط إشعاعيا يضمحل شعاعيا إلى الأستاتين والراديوم والرادون. وهو قلوي له إلكترون تكافؤ واحد.
اكتشفته مارغريت بري في فرنسا في 1939، وهو آخر عنصر طبيعي اكتشف. الفرانسيوم نادر جدا خارج المختبر، توجد آثار منه في فلزات اليورانيوم والثوريوم حيث يتكون ويضمحل باستمرار النظير الشعاعي له فرانسيوم-223. تصل كميته في قشرة الأرض إلى 30 جرام أما النظائر الشعاعية الأخرى فهي صناعية.

## الخصائص
الفرانسيوم هو أقل العناصر الطبيعية استقرارا. وأكثر نظائره المستقرة هو الفرانسيوم 223 لنصف عمر لا تتجاوز 22 دقيقة فقط. وبالمقابل، الأستاتين هو العنصر الثاني الأقل استقرارا طبيعيا، وبنصف عمر أقصاهه 8.5 ساعة. جميع نظائر الفرانسيوم تضمحل إما إلى الأستاتين أو الراديوم أو غاز الرادون. ويعتبر الفرنسيوم العنصر الأقل استقرارا من جميع العناصر الاصطناعية التي تصل إلى 105 عنصر.
الفرانسيوم معدن قلوي معظم خصائصه الكيميائية تشبه خصائص السيزيوم. وهو ثقيل جدا بإلكترون تكافؤ واحد، ولديه أعلى وزن معادل لأي عنصر. عند صنع الفرانسيوم السائل، يجب أن يكون التوتر السطحي 0,05092 نيوتن / متر عند نقطة انصهاره. هذه النقطة تكون حوالي 27 درجة مئوية (80 درجة فهرنهايت، 300 ك). علما إنها غير مؤكدة بسبب ندرة هذا العنصر وقيامه بالنشاط الإشعاعي. وهكذا، فإن القيمة المقدرة لنقطة الغليان 677 درجة مئوية (1250 درجة فهرنهايت، 950 ك) هي أيضا غير مؤكدة. لأن العناصر المشعة تعطي حرارة كبيرة، فإن الفرانسيوم من المؤكد تقريبا أنه يصبح سائل إذا وجدت كمية كافية لإنتاجه.
قدر لينوس بولينج كهروسلبية الفرانسيوم ب0،7 على مقياس بولينج، مثل السيزيوم. ومنذ ذلك الحين تم تدقيق كهروسلبية السيزيوم وتقدر بـ 0.79. وبالمقابل فلا وجود لأي بيانات تجريبية تسمح بتاكيد قيمة الفرانسيوم  هذا الأخير لديه طاقة تأين أعلى بقليل من السيزيوم،. 392.811 (4) كيلو جول / مول مقابل 375.7041 (2) كيلو جول / مول للسيزيوم، كما هو متوقع من آثار النسبية، وهذا يعني ان كهروسلبية السيزيوم أقل من اثنين.
الفرانسيوم يتفاعل مع عدة أملاح للسيزيوم، مثل بيركلورات السيزيوم، والتي تنتج كميات صغيرة من بيركلورات الفرانسيوم. ويمكن استخدام هذا التفاعل لعزل الفرانسيوم، بواسطة ضبط اشعاع السيزيوم حسب طريقة غلكدينيس ونيلسون. وسوف تضاف مع العديد من أملاح السيزيوم الأخرى، بما في ذلك اليودات والبيكرات، والطرطرات (طرطرات الروبيديوم أيضا)، الكلوروبلاتينات، والسيلوكاونجستات. وهو يتفاعل أيضا مع حمض سيليكوتنجستيك، ومع حمض البيركلوريك دون الفلزات القلوية الأخرى باعتبارها نواقل، فهي توفر وسائل أخرى للفصل. بالتقريب جميع أملاح الفرانسيوم قابلة للذوبان في الماء.

## التطبيقات
بسبب عدم استقراره وندرته، لا توجد تطبيقات تجارية للفرانسيوم. وقد استخدمت لأغراض بحثية في مجالات علم الأحياء  والتركيب الذري. كما تم استخدامه لتقديم مساعدات لتشخيص مختلف السرطانات المحتملة الاكتشاف،  ولكن قد يعتبر هذا التطبيق غير عملي.
قدرة الفرنسيوم على التركيب والتحديد والتبريد بالتوافق مع بنيته الذرية البسيطة صنعت منه موضوعا للتجارب الطيفية المتخصصة. وقد أدت هذه التجارب لمزيد من المعلومات المحددة بشأن مستويات الطاقة والروابط الثابتة بين الجسيمات غير الذرية. دراسات على الضوء المنبعث من الليزر المسلط على أيونات الفرانسيوم- 210 قدمت بيانات دقيقة عن الانتقال بين مستويات الطاقة الذرية التي هي إلى حد ما مماثلة لتوقع هؤلاء من نظرية الكم.

## الجانب التاريخي
اعتبارا من 1870، اعتقد الكيميائيون أنه يجب أن يكون وراء الفلزات القلوية السيزيوم، مع العدد الذري 87. وتم الإشارة إليه بعد ذلك موقتا باسم إيكا-سيزيوم. حاولت فرق البحث تحديد وعزل هذا العنصر المفقود، فأعلن مرات عدة (ما لا يقل عن أربعة ادعاءات كاذبة) أنه تم العثور على العنصر قبل إجراء اكتشاف حقيقي.

### الاكتشافات الخاطئة والناقصة
كان الكميائي السوفياتي دوبروسردوف أول عالم يعلن اكتشاف ايكا-سيزيوم أو الفرانسيوم. في 1925، لاحظ نشاطا إشعاعيا ضعيفا في عينة من البوتاسيوم، وأخطأ دوبروسردوف باستخلاص أن ايكا-سيزيوم يلوث هذه العينة التي كانت في الواقع تعمل بالنظائر المشعة البوتاسيوم طبيعيا البوتاسيوم-40. ثم انه نشر أطروحة حول توقعاته من خصائص ا ايكا-سيزيوم، والتي سماها ريسيوم. بعد ذلك بوقت قصير، بدأ بالتركيز على مهنة التدريس في معهد البوليتكنيك في أوديسا، ولم يتابع عنصر أكثر.
في السنة التالية، حلل الكيميائيون الإنجليز جيرالد دروس وفريدريك صور الأشعة السينية لسلفات المنغنيز (الثاني). لاحظا خطوطا طيفية افترضا أنها من ايكا-السيزيوم. أعلنا اكتشافهما للعنصر 87 واقترحا لالكلينيوم alkalinium كاسم، ليكون أثقل المعادن القلوية.
في 1930، ادعى فريد أليسون من معهد البوليتكنيك في ألاباما اكتشاف العنصر 87 عند تحليل البوليسيت والليبيدوليت مستخدما آلته للمغناطيسي البصري. فأطلق عليها اسم الفرجينيوم virginium باعتباره من ولاية فرجينيا.
وفي عام 1934، أبطل ماكفيرسون من جامعة كاليفورنيا في بيركلي فعالية جهاز أليسون وصحة هذا الاكتشاف.
في عام 1936، قام الكميائي الروماني هيليبي وزميلته الفرنسية إيفيت كاشواز بتحليل البوليسيت أيضا. في هذه المرة استخدما جهازهما للأشعة سينية عالية الدقة. لاحظوا عدة خطوط منبعثة ضعيفة، التي يفترض أن تكون لذلك العنصر 87. وذكرا اكتشافهما واقترحا اسم مولدافيوم، توافقا مع حركة التحرير حيث كانت تعد مولدوفا مقاطعة رومانية حيث أجريا بها عملهما. وفي عام 1937، انتقد عملهما الفيزيائي الأميركي هيرش، الذي رفض طرق البحث عند هيليبي. واعتبر هيرش ان ايكا - السيزيوم لا يمكن العثور عليه في الطبيعة.و ان ما لاحظه هيليبي بالاشعة السينية هو خطوط لعنصر الزئبق أو bismuth. ومع ذلك، أصر هيليبي على أن أجهزة الأشعة السينية والطرق كانت دقيقة جدا لتفادي مثل هذا الخطأ. وقد أيد جان بابتيست بيرين، الحائز على جائزة نوبل، ان المولدافيوم مثل ايكا-السيزيوم، الذي اكتشفته في الحقيقية بيري بعد ذلك.

### تحليل بيري
اكتشفت مارغريت بيري عنصر ايكا - السيزيوم في عام 1939 بمعهد كوري في باريس. عندما انتقت عينة من الأكتينيوم-227 التي تم الإبلاغ عن اضمحلال طاقتها من 220 كيلو الكترون فولط. ومع ذلك، لاحظت بيري اضمحلال الجسيمات مع مستوى طاقي أقل من 80 كيلوالكترون فولط. اعتقدت بيري ان هذا الاضمحلال القوي بسبب اضمحلال الناتج المجهول من قبل، الذي لم تكن تتمكن من فصله خلال التنقية. اقصت مختلف التجارب إمكانية ان يكون هذا العنصر هو: الثوريوم والراديوم والرصاص والبزموت، أو الثاليوم. المنتج الجديد لديه الخصائص الكيميائية للمعادن القلوية، مما أدى ببيري إلى الاعتقاد بأنه العنصر 87،نتج من اضمحلال ألفا من الأكتينيوم227. ثم حاولت بيري تحديد نسبة اضمحلال بيتا على إضمحلال ألفا في الأكتينيوم227. في اختبارها الأول وضعت اشعة ألفا في 0,6 ٪، ونقحتها في وقت لاحق إلى 1 ٪.
سمت بيري النظير الجديد الأكتينيوم(يشار إليها الآن بوصفها الفرانسيوم 223) )، وفي 1946، اقترحت اسم كاثيوم لعنصرها المكتشف حديثا، لأنها اعتقدت أنه أكبر العناصر كهروايجابية. عارضت إيرين جوليو كوري، واحدة من المشرفين على بيري، الاسم بسبب دلالته لاتفاقية مناهضة التعذيب بدلا من الكاتيون. ثم اقترحت بيري الفرانسيوم. وقد اعتمد هذا الاسم رسميا من قبل الاتحاد الدولي للكيمياء البحتة والتطبيقية في عام 1949، ليصبح العنصر الثاني بعد الغاليوم. رمز له في البداية بfa، ولكن تم تعديل هذا الاختصار إلى الصيغة الحالية بعد ذلك بوقت قصير. واعتبر العنصر الأخير المكتشف في الطبيعة بعد رينيوم سنة 1925.

## ظهوره

### في الطبيعية

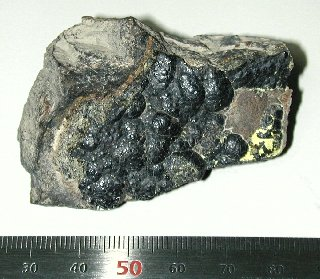
هذه عينة من اليورانيت

الفرانسيوم - 223 هو نتيجة للاضمحلالات ألفا من الأكتينيوم227 ويمكن العثور عليه بكميات ضئيلة في معادن اليورانيوم والثوريوم. ويقدر أن يكون هناك ذرة فرانسيوم واحدة فقط لكل 10×18 ذرات اليورانيوم. [15] وأن هناك على الأغلب 30 جرام من الفرانسيوم في القشرة الأرضية في أي وقت. [29] وهذاما يجعله ثاني أندرالعناصر في القشرة بعد الأستاتين. [2] [15]

### اصطناعي
يمكن تركيب الفرنسيوم في التفاعل النووي :
197Au + 18O → 210Fr + 5 n
هذه العملية، وضعتها الفيزيائية ستوني بروك، والنواتج هي نظائر الفرانسيوم ذي الكتل 210، 209، و 211،  والتي يتم عزلها بواسطة جهاز مغناطيسي بصري. معدل إنتاج نظائر معينة يتوقف على طاقة الأوكسجين المشع. هذا الأوكسجين بواسطة جهاز ستوني بروك ينتج الفرانسيوم-210 عند استهدافه الذهب حسب تفاعل نووي معروف. ويتطلب إنتاجه بعض الوقت للتطور. ومن الأهمية أن تضع الذهب المستهدف بمكان قريب جدا من نقطة انصهاره والتأكد من أن سطحه نظيف جدا. التفاعل النووي يوغل ذرات الفرانسيوم في عمق الذهب، ويجب إزالتها بكفاءة. تنتشر الانوية سريعا على سطح الذهب وتصبح ايونات. وتتوجه أيونات الفرانسيوم بواسطة عدسات كهروستاتيكية حتى تصل إلى سطح الإيتريوم الساخن وتصبح محايدة مرة أخرى. ثم يتم ادخاله إلى لمبة زجاجية. المجال المغناطيسي وأشعة الليزر البارد وقذف الذرات. على الرغم من أن الانوية تبقى في الجهاز لنحو 20 ثانية فقط قبل الخروج، وهو في تدفق مستمر لذرات جديدة تحل محل تلك التي فقدت، الحفاظ على عدد من الانوية المحاصرة تقريبا لدقيقة أو أكثر. في البداية، حددت حوالي 1000 ذرة فرانسيوم في التجربة. وتحسنت تدريجيا فهذا الجهاز قادر على حصر أكثر من 300.000 ذرة محايدة من الفرانسيوم في وقت واحد. على الرغم من هذه الذرات المحايدة «معدنية».الفرانسيوم يحددأن كانت كاميرا الفيديو بإمكانها التقاط الضوء المنبعث من الذرات. ذرات تبدو وكأنها متوهجة المجال حوالي 1 ملليمتر في القطر. كانت هذه هي المرة الأولى على الإطلاق التي تمكن فيها من رؤية الفرانسيوم. ويمكن للباحثين الآن إجراء قياسات بالغة الحساسية عن الضوء المنبعث الذي تمتصه الانوية المقذوفة والمحددة، وتقديم النتائج التجريبية الأولى على الانتقال بين المستويات المختلفة للطاقة الذرية في الفرانسيوم. القياسات الأولية تظهر اتفاق جيد للغاية بين القيم التجريبية والحسابات على أساس نظرية الكم. أساليب أخرى تشمل تركيب قذف الراديوم مع النيوترونات والبروتونات مع قذف الثوريوم، ديترون، أو أيونات الهليوم. الفرنسيوم لم يحدث له بعد، اعتبارا من 2009، تم تجميعها في كميات كبيرة بما يكفي للوزن.

## النظائر
هناك 34 نظير معروف للفرانسيوم تتراوح الكتلة الذرية لهم 199 حتى 232. للفرنسيوم سبعة ايزومرات نووية غير مستقرة. الفرنسيوم-223 والفرانسيوم-221 هي النظائر الوحيدة التي تحدث في الطبيعة، على الرغم من أن السابق أكثر شيوعا بكثير.
الفرانسيوم-223 هو النظير الأكثر استقرارا مع نصف عمر يبلغ 21.8 دقيقة،، ومن غير المرجح تماما أن يتم اكتشاف أو تصنيع أحد نظائر الفرانسيوم أطول نصف عمر. الفرنسيوم - 223 هو المنتج الخامس لسلسلة الاضمحلال للالأكتينيوم وهو النظير الابن الأكتينيوم-227. الفرنسيوم-223 يضمحل إلى الراديوم-223 التي تحلل بيتا (1149 كيلو تسوس الطاقة)، مع (0.006 ٪) ألفا إلى مسار اضمحلال الأستاتين - 219 (5.4 إلكترون فولت طاقة الاضمحلال) 
للفرانسيوم-221 نصف عمر 4,8 دقيقة.] وهو التاسع من سلسلة اضمحلال النبتونيوم باعتباره ابن النظير 225 الأكتينيوم. الفرنسيوم - 221 ثم يضمحل إلى الأستاتين-217 باضمحلال ألفا (6,457 طاقة اضمحلال إلكترون فولت) 
نظير الفرانسيوم الأقل استقرارا هو نظير الفرانسيوم - 215، بنصف عمر 0.12 ميكرو ثانية. (9.54 إلكترون فولت الاضمحلال ألفا إلى الأستاتين - 211) : لها ايزومير متبدل الاستقرار، الفرانسيوم - 215m، هو لا يزال أقل استقرارا، وله نصف عمر 3,5 ميكرو ثانية فقط.

## الاضافات
1. في الواقع يوجد على الأقل نظير غير مستقر، الفرانسيوم - 223
2. ^ بعض العناصر الاصطناعية، مثل تكنيتيوم، وجد لاحقا في الطبيعة.

## هوامش ومراجع
1. ↑  معجم مصطلحات الكيمياء (بالعربية والإنجليزية والفرنسية) (ط. 1)، دمشق: مجمع اللغة العربية بدمشق، 2014، ص. 198، OCLC:931065783، QID:Q113378673
2. 1 2 3 4 5 6  Price، Andy (20 ديسمبر 2004). "Francium". مؤرشف من الأصل في 2018-08-30. اطلع عليه بتاريخ 2007-03-25.
3. 1 2 3 4 5 6 7 8 9  CRC Handbook of Chemistry and Physics. CRC. ج. 4. 2006. ص. 12. ISBN:0-8493-0474-1.
4. ↑  Winter، Mark. "Electron Configuration". Francium. The University of Sheffield. مؤرشف من الأصل في 2008-02-13. اطلع عليه بتاريخ 2007-04-18.
5. ↑  Kozhitov، L. V. (2003). "Evaluation of the Surface Tension of Liquid Francium". Inorganic Materials. ج. 39 ع. 11: 1138–1141. DOI:10.1023/A:1027389223381. {{استشهاد بدورية محكمة}}: الوسيط author-name-list parameters تكرر أكثر من مرة (مساعدة)
6. 1 2  "Francium". Los Alamos National Laboratory. 15 ديسمبر 2003. مؤرشف من الأصل في 2010-11-23. اطلع عليه بتاريخ 2007-03-29.
7. ↑  Pauling، Linus (1960). The Nature of the Chemical Bond (3rd Edn.). Cornell University Press. ص. 93.
8. ↑  Allred, A. L. (1961). "Electronegativity values from thermochemical data". J. Inorg. Nucl. Chem. ج. 17 ع. 3–4: 215–221. DOI:10.1016/0022-1902(61)80142-5.
9. ↑  Andreev, S.V.; Letokhov, V.S.; Mishin, V.I., (1987). "Laser resonance photoionization spectroscopy of Rydberg levels in Fr". Physical Review Letters. ج. 59: 1274–76. Bibcode:1987PhRvL..59.1274A. DOI:10.1103/PhysRevLett.59.1274. PMID:10035190.{{استشهاد بدورية محكمة}}:  صيانة الاستشهاد: أسماء متعددة: قائمة المؤلفين (link) صيانة الاستشهاد: علامات ترقيم زائدة (link)
10. ↑  Hyde، E. K. (1952). "Radiochemical Methods for the Isolation of Element 87 (Francium)". J. Am. Chem. Soc. ج. 74 ع. 16: 4181–4184. DOI:10.1021/ja01136a066.
11. ↑  E. N K. Hyde Radiochemistry of Francium,Subcommittee on Radiochemistry, National Academy of Sciences-National Research Council; available from the Office of Technical Services, Dept. of Commerce, 1960.
12. ↑  Maddock, A. G. (1951). "Radioactivity of the heavy elements". Q. Rev., Chem. Soc. ج. 3: 270–314. DOI:10.1039/QR9510500270.
13. ↑  Winter، Mark. "Uses". Francium. The University of Sheffield. مؤرشف من الأصل في 2008-09-06. اطلع عليه بتاريخ 2007-03-25.
14. ↑  Bentor، Yinon. "Chemical Element.com - Francium". مؤرشف من الأصل في 2018-10-16. اطلع عليه بتاريخ 2007-03-25.
15. 1 2 3  Emsley، John (2001). Nature's Building Blocks. Oxford: Oxford University Press. ص. 151–153. ISBN:0-19-850341-5. مؤرشف من الأصل في 2016-06-10.
16. ↑  Gagnon، Steve. "Francium". Jefferson Science Associates, LLC. مؤرشف من الأصل في 2018-12-16. اطلع عليه بتاريخ 2007-04-01.
17. 1 2 3  Considine، Glenn D.، المحرر (2005). Chemical Elements, in Van Nostrand's Encyclopedia of Chemistry. New York: Wiley-Interscience. ص. 332. ISBN:0-471-61525-0.
18. ↑  Haverlock، TJ؛ Mirzadeh، S؛ Moyer، BA (2003). "Selectivity of calix[4]arene-bis(benzocrown-6) in the complexation and transport of francium ion". J Am Chem Soc. ج. 125 ع. 5: 1126–7. DOI:10.1021/ja0255251. PMID:12553788.
19. ↑  Gomez، E (7 نوفمبر 2005). "Spectroscopy with trapped francium: advances and perspectives for weak interaction studies". Rep. Prog. Phys. ج. 69 ع. 1: 79–118. DOI:10.1088/0034-4885/69/1/R02. {{استشهاد بدورية محكمة}}: الوسيط author-name-list parameters تكرر أكثر من مرة (مساعدة)
20. ↑  Peterson، I (11 مايو 1996). "Creating, cooling, trapping francium atoms" (PDF). Science News. ج. 149 ع. 19: 294. مؤرشف من الأصل (PDF) في 2012-04-17. اطلع عليه بتاريخ 2009-09-11.
21. 1 2 3 4 5  Adloff, Jean-Pierre; Kaufman, George B. (2005-09-25). Francium (Atomic Number 87), the Last Discovered Natural Element. The Chemical Educator 10 (5). Retrieved on 2007-03-26. نسخة محفوظة 15 يونيو 2013 على موقع واي باك مشين. [وصلة مكسورة]
22. 1 2 3 4  Fontani، Marco (10 سبتمبر 2005). "The Twilight of the Naturally-Occurring Elements: Moldavium (Ml), Sequanium (Sq) and Dor (Do)". International Conference on the History of Chemistry. Lisbon. ص. 1–8. مؤرشف من الأصل في 2006-02-24. اطلع عليه بتاريخ 2007-04-08.
23. 1 2 3 4  Van der Krogt، Peter (10 يناير 2006). "Francium". Elementymology & Elements Multidict. مؤرشف من الأصل في 2019-05-16. اطلع عليه بتاريخ 2007-04-08.
24. ↑  "Alabamine & Virginium". TIME. 15 فبراير 1932. مؤرشف من الأصل في 2013-08-13. اطلع عليه بتاريخ 2007-04-01.
25. ↑  MacPherson، H. G. (1934). "An Investigation of the Magneto-Optic Method of Chemical Analysis". Physical Review. American Physical Society. ج. 47 ع. 4: 310–315. DOI:10.1103/PhysRev.47.310.
26. 1 2 3  "Francium". McGraw-Hill Encyclopedia of Science & Technology. McGraw-Hill Professional. ج. 7. 2002. ص. 493–494. ISBN:0-07-913665-6.
27. ↑  Grant، Julius (1969). "Francium". Hackh's Chemical Dictionary. McGraw-Hill. ص. 279–280. ISBN:0-07-024067-1. مؤرشف من الأصل في 2022-04-24.
28. ↑  "Production of Francium". Francium. جامعة ستوني بروك. 20 فبراير 2007. مؤرشف من الأصل في 2008-05-15. اطلع عليه بتاريخ 2007-03-26.
29. ↑  "Cooling and Trapping". Francium. جامعة ستوني بروك. 20 فبراير 2007. مؤرشف من الأصل في 2008-05-31. اطلع عليه بتاريخ 2007-05-01.
30. ↑  Luis A. Orozco (2003). "Francium". Chemical and Engineering News. مؤرشف من الأصل في 2019-05-12.
31. ↑  Lide، David R.، المحرر (2006). CRC Handbook of Chemistry and Physics. CRC. ج. 11. ص. 180–181. ISBN:0-8493-0487-3.
32. ↑  Considine، Glenn D.، المحرر (2005). Francium, in Van Nostrand's Encyclopedia of Chemistry. New York: Wiley-Interscience. ص. 679. ISBN:0-471-61525-0.
33. ↑  National Nuclear Data Center (1990). "Table of Isotopes decay data". مختبر بروكهافن الوطني. مؤرشف من الأصل في 2014-01-11. اطلع عليه بتاريخ 2007-04-04.
34. ↑  National Nuclear Data Center (2003). "Fr Isotopes". مختبر بروكهافن الوطني. مؤرشف من الأصل في 2014-01-11. اطلع عليه بتاريخ 2007-04-04.